# Aeronautics Skystar 300
Skystar 300 — дирижабль мягкой системы.
Производится израильской компанией Aeronautics Defense Systems. Относится к категории малых дирижаблей, наполненных гелием. Предназначен для наблюдения за местностью, разведки и обнаружения целей. В состав оснащения входят бортовые камеры, которые позволяют производить круглосуточный мониторинг территорий. Подготовить к применению можно за 20 минут. Дирижабль в течение 72 часов в состоянии работать на высоте 300—500 м. Позволяет держать под контролем «пятно» диаметром 60 км. Skystar 300 даёт возможность существенно снизить затраты на мониторинг местности.
Разработанная в Израиле в качестве полезной нагрузки, наблюдательная система Speed-A была апробирована на аэростате Skystar 300, на аэростатах этой серии был размещен и наблюдательный комплекс Shapo (весом около 10 кг), который использует непрерывное масштабирование, лазерный дальномер / лазерный целевой маркер.
Используется с 2007 года израильской полицией. Партия малых дирижаблей Skystar 300 заказана мексиканской полицией в начале 2009 года.

## Характеристики
- Диаметр: 25 м
- Объём: 238 кубических футов
- Полезная нагрузка: 43 кг
- Рекомендуемая рабочая высота (на уровне моря): 1000ft (300 м)